# UFC 121
UFC 121: Lesnar vs. Velasquez foi um evento de MMA realizado pelo Ultimate Fighting Championship em 23 de outubro de 2010 no Honda Center, em Anaheim, nos Estados Unidos.

## Resultados
Nota 1 Pelo Cinturão Peso-Pesado do UFC.

## Bônus da Noite
Lutadores receberam um bônus de US$70 000.
- Luta da Noite:  Diego Sanchez vs.  Paulo Thiago
- Finalização da Noite:  Daniel Roberts
- Nocaute da Noite:  Cain Velasquez